# Amphetamine (phim)
Amphetamine (Tiếng Anh: Amphetamine, tiếng Trung: 安非他命, Hán Việt: An phi tha mệnh, phiên dịch Tiếng Việt: Không phải là số phận của mình) là một bộ phim Hồng Kông do hai diễn viên Byron Pang và Thomas Price thủ vai chính. Bộ phim kể về câu chuyện giữa một huấn luyện viên thể dục người Trung Quốc, Kafka, gặp mặt Daniel, một giám đốc kinh doanh. Bộ phim được đạo diễn bởi nhà làm phim Hồng Kông Scud, hay được biết với nghệ danh Danny Cheng Wan-Cheung. Bộ phim đã được nhận một đề cử cho giải thưởng Teddy tại Liên hoan phim Berlin 2010.

## Tóm tắt nội dung
Kafka là một nam huấn luyện viên thể dục dị tính và Daniel - một chàng trai đồng tính là giám đốc điều hành công ty đầy nhiệt huyết. Hai chàng trai trẻ nhanh chóng trúng tiếng sét ái tình trời định trong một lần gặp nhau ở đền thờ. Họ yêu nhau say đắm bất chấp hết mọi rào cản về xu hướng tính dục cũng như những cơn nghiện ma túy đá hoang dại của Kafka.
Trên tất cả, Daniel không hề hối tiếc về tình yêu của mình dành cho Kafka, người mang đến rung động tình cảm thật sự đối với anh. Kafka cũng đáp lại tình yêu của Daniel một cách cuồng nhiệt, không màng đến lý lẽ tự nhiên của mình. Nhưng, quá khứ vô cùng đen tối và khủng khiếp của Kafka đã khiến cho mối quan hệ tình cảm của họ đầy thử thách. Ở phân cảnh cuối, trong khi Kafka cố gắng bám theo Daniel trong cơn nghiện và ảo giác, cùng người yêu nắm tay nhảy xuống cây cầu vẫn còn đang xây dang dở. Anh đã chết trước khi nhận ra tác hại vô cùng ghê gớm của ma túy đá và ranh giới mong manh giữa tình bạn và tình yêu.

## Sản xuất

### Diễn viên
Ngôi sao phim Hồng Kông và cựu người mẫu Byron Pang (tiếng Quảng Đông: Pang Koon-Kei), người giành giải á vương trong cuộc thi Mr. Hong Kong năm 2005, và Thomas Price, một diễn viên Trung Quốc gốc Anh, xuất hiện trong hai bộ phim trước của Scud là Permanent Residence và City Without Baseball và còn được khán giả Việt Nam biết đến với vai trò dẫn chương trình của mình trên kênh Channel V.

### Quay phim
Tương tự như bộ phim trước của Scud, Permanent Residence (2009) và City Without Baseball (2008), Amphetamine cũng có rất nhiều cảnh khỏa thân như cảnh đánh nhau ngoài đường khi Pang bị một đám người lột bỏ quần áo, cảnh tắm vòi sen và cảnh nhảy từ một tòa nhà cao tầng khi Pang đang mang một "đôi cánh" và toàn bộ thân hình của anh được sơn màu bạc kèm theo chữ thư pháp.

### Công chiếu
Amphetamine cũng kể về một đam mê bị giới hạn, đây chính là bộ phim thứ hai của Scud thuộc thể loại này, nằm trong bộ ba điện ảnh của anh, gồm: Permanent Residence, nói về giới hạn của cuộc sống, còn phần ba, được biết đến là Life of an Artist, nói về giới hạn của nghệ thuật. Amphetamine được trình chiếu lần đầu tại Liên hoan phim Berlin vào ngày 15 tháng 2 năm 2010, và đồng thời cũng được trình chiếu tại Liên hoan phim Hồng Kông vào ngày cuối cùng (6 tháng 4 năm 2006). Đến nay, bộ phim thứ ba vẫn chưa được phát hành.

## Các diễn viên tham gia bộ phim
- Byron Pang trong vai Kafka
- Thomas Price trong vai Daniel
- Linda So trong vai May
- Winnie Leung trong vai Linda
- Eva Lo trong vai Eva

## Phát hành

### Tranh cãi
Bộ phim cấp III này đã gây một làn sóng tranh cãi tại Hồng Kông khi Cơ quan Cấp phép các Sản phẩm Giải trí và Truyền hình ở Hồng Kông đã hỏi ý kiến đạo diễn về việc cắt bỏ những cảnh sex khi trình chiếu trước khán giả. Bản gốc của bộ vẫn được chấp thuận trình chiếu tại Liên hoan phim Hồng Kông lần thứ 34 với tư cách là bộ phim kết thúc buổi lễ, Scud đã chống lại quyết định của Cơ quan và việc phản đối của Trưởng Đặc khu hành chính Hồng Kông, Tăng Âm Quyền. Những cảnh quay cuối cùng được làm đen nhưng vẫn kèm theo tiếng thu gốc theo ý kiến của Scud.

### Giải thưởng
Phim sau đó đã nhận được một đề cử cho Giải Teddy tại liên hoan phim Berlinale 2010 nhưng lại không xuất hiện trên trang web chính thức của giải thưởng này.

## DVD
Bản gốc của bộ phim đã được phát hành bởi hãng ArtWalker trên toàn thế giới dưới dạng Panorama (HK) DVD và đĩa Blu-ray vào ngày 24 tháng 9 năm 2010.